# Uno (Little Big-dal)
Az Uno (magyarul: Egy) a Little Big orosz rave együttes dala, amellyel Oroszországot képviselték volna a 2020-as Eurovíziós Dalfesztiválon. Az előadót a Pervij Kanal választotta ki a szereplésre.

## Eurovíziós Dalfesztivál
Az orosz Pervij Kanal 2020. március 2-án jelentette be, hogy a Little Big fogja képviselni az országot a 65. Eurovíziós Dalfesztiválon, Rotterdamban. A versenydalt és a hozzákészült videóklipet március 12-én mutatták be a dalfesztivál hivatalos YouTube-csatornáján. A dalt az Eurovíziós Dalfesztiválon az előzetes sorsolás alapján először a május 12-én megrendezett első elődöntő első felében adták volna elő, azonban március 18-án az Európai Műsorsugárzók Uniója bejelentette, hogy 2020-ban nem tudják megrendezni a versenyt a COVID–19-koronavírus-világjárvány miatt.
A következő orosz induló Manizha Russian Woman című dala volt a 2021-es Eurovíziós Dalfesztiválon.